# Millenniumsdenkmal

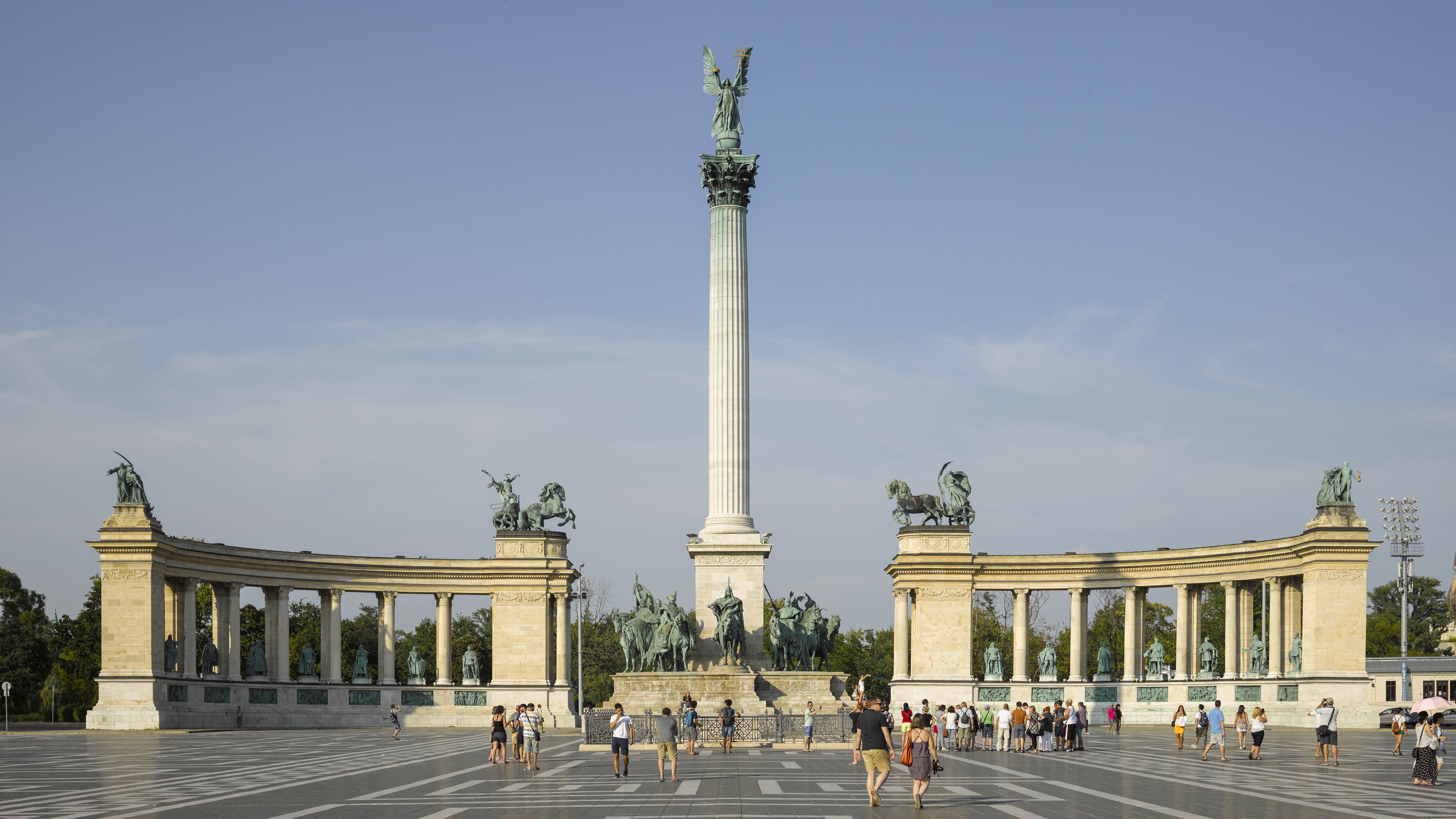
Das Millenniumsdenkmal in Budapest

Das Millenniumsdenkmal (ungarisch: Millenniumi emlékmű) ist ein Denkmal auf dem Heldenplatz in der ungarischen Hauptstadt Budapest. Das neuklassizistische Ensemble wurde 1896 bis 1906 vom Architekten Albert Schickedanz und vom Bildhauer György Zala anlässlich der Millenniumsfeier des Landes errichtet. Es besteht aus einer 36 Meter hohen Säule und zwei 13 Meter hohen Kolonnaden mit zahlreichen Figuren, die ungarische Nationalhelden darstellen.

## Beschreibung
Das Millenniumsdenkmal (ungarisch: Millenniumi emlékmű) steht in der Mitte des Platzes und erinnert an die Helden der ungarischen Geschichte. Das von Albert Schickedanz und György Zala geschaffene Monument, dessen Errichtung das Parlament während der Millenniumsfeierlichkeiten 1896 beschlossen hatte, wurde 1906 fertiggestellt. In der Mitte erhebt sich eine 36 Meter hohe Säule, die eine etwa fünf Meter große Figur des Erzengels Gabriel trägt. Dieser hält in einer Hand die ungarische Krone, in der anderen das apostolische Doppelkreuz. Der Sage nach soll der Erzengel dem Papst im Traum erschienen sein und ihm vorgeschlagen haben, die bereits vorbereitete königliche Krone dem ungarischen Volk zu geben.
Zu Füßen der Säule findet man die Reiterstatuen von Fürst Árpád und sechs weiteren Stammesfürsten aus der Zeit der Landnahme (siehe Die sieben Heerführer der Magyaren). Bezeichnet sind auf diesem Denkmal die Stammesfürsten (im Uhrzeigersinn) als Teteny, Ond, Kond, Arpad, Előd, Huba und Tas. Flankiert wird das Millenniumsdenkmal von zwei 13 Meter hohen Kolonnaden. Sie sind halbkreisförmige, verzierte Säulenreihen, die als Pantheon der ungarischen Geschichte dienen. Zwischen den Säulen findet man Standbilder von Herrschern und anderen bedeutenden Persönlichkeiten Ungarns von den Anfängen in Europa bis zum Ende des 19. Jahrhunderts.

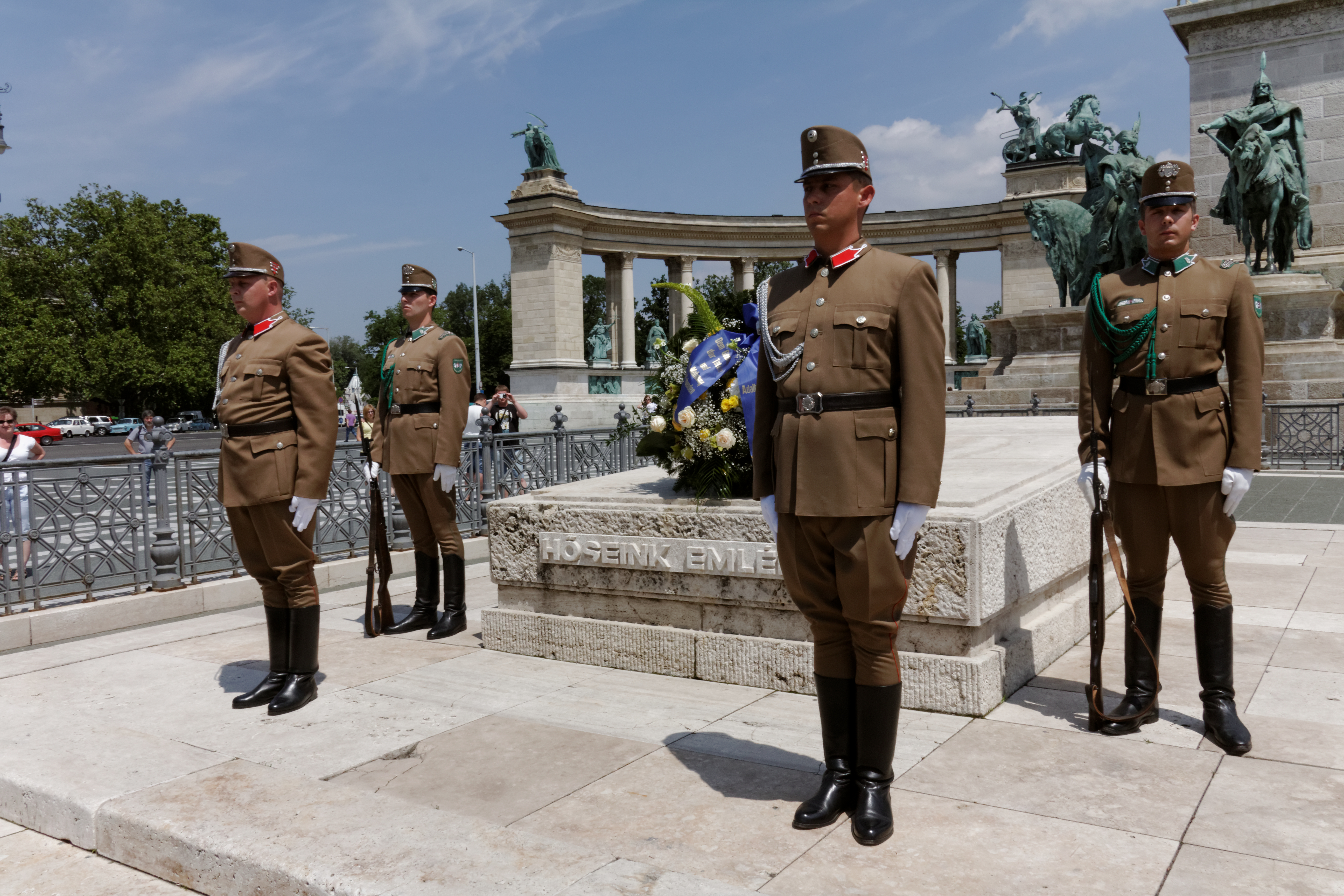
Wachsoldaten am Heldendenkmal

Unmittelbar vor dem Millenniumsdenkmal befindet sich das 1929 eingeweihte Heldendenkmal, ein einfacher Steinquader, der die Aufschrift trägt: „Zum Gedenken der Helden, die ihr Leben für die Freiheit unseres Volkes und der nationalen Unabhängigkeit geopfert haben.“
Dem 1947 an die Macht gekommenen kommunistischen Diktator Mátyás Rákosi war das Millenniumsdenkmal ein Dorn im Auge. Er hätte das Denkmal mit den christlichen Symbolen am liebsten gänzlich abtragen lassen, scheiterte jedoch am Widerstand der ungarischen Bevölkerung. Die Kommunisten konnten jedoch durchsetzen, dass die Skulpturen der Habsburger in ihrer Eigenschaft als Könige von Ungarn entfernt und durch ungarische Freiheitskämpfer ersetzt wurden. Im Einzelnen wurden Ferdinand I. durch István Bocskai, Karl III. durch Gabriel Bethlen, Maria Theresia durch Imre Thököly, Leopold II. durch Ferenc Rákóczi, und Franz Joseph I. durch Lajos Kossuth ersetzt. Die entfernten Figuren kamen in ein Lager in das Dorf Sülysáp (Komitat Pest).
Im Jahre 2002 wurde die Skulptur von Maria Theresia restauriert und in das Ungarische Nationalmuseum überführt. Über das Schicksal der weiteren Skulpturen wurde noch nicht endgültig entschieden, es ist jedoch vorgesehen, auch diese zu restaurieren.

## Bildergalerie

Figuren der Säule
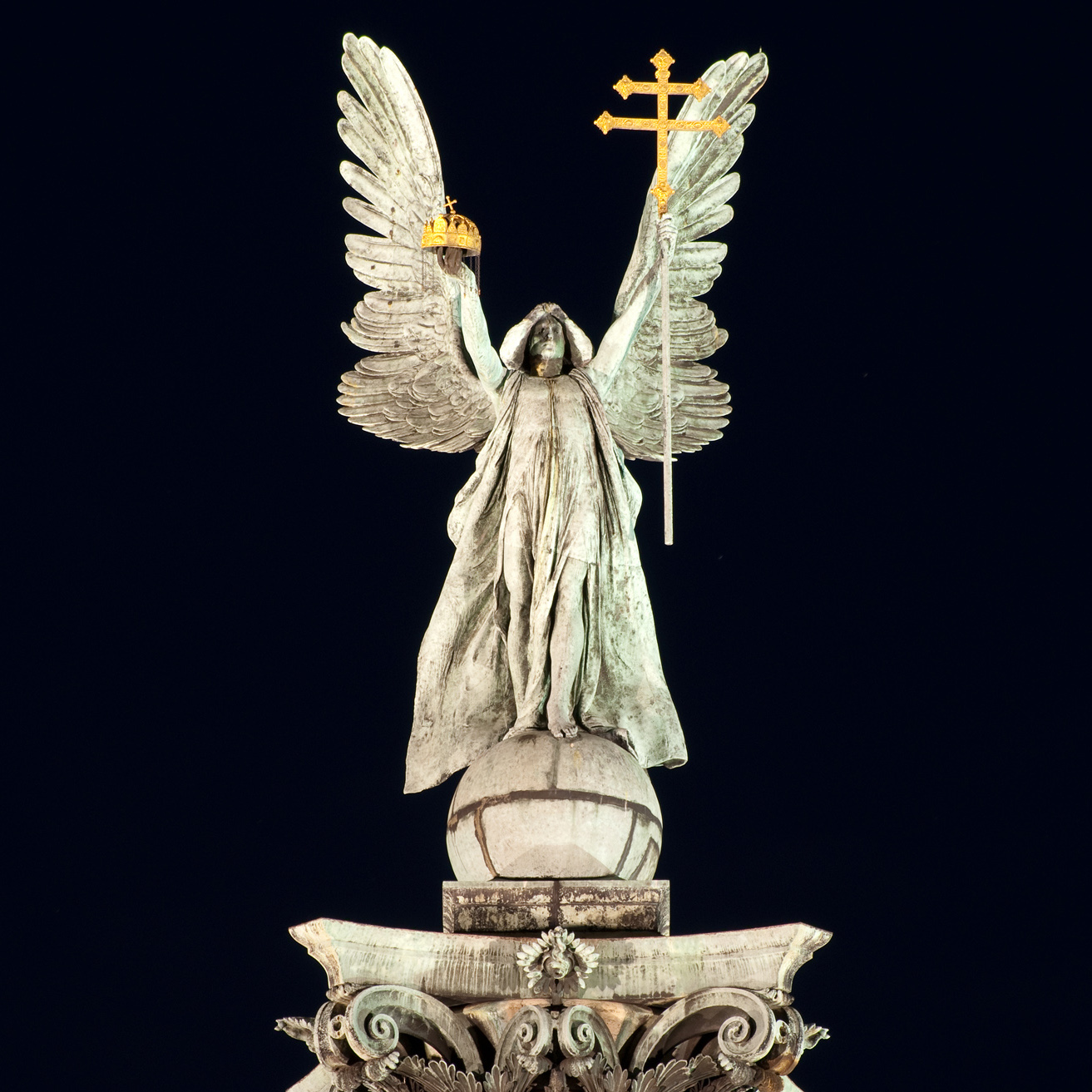
Erzengel Gabriel
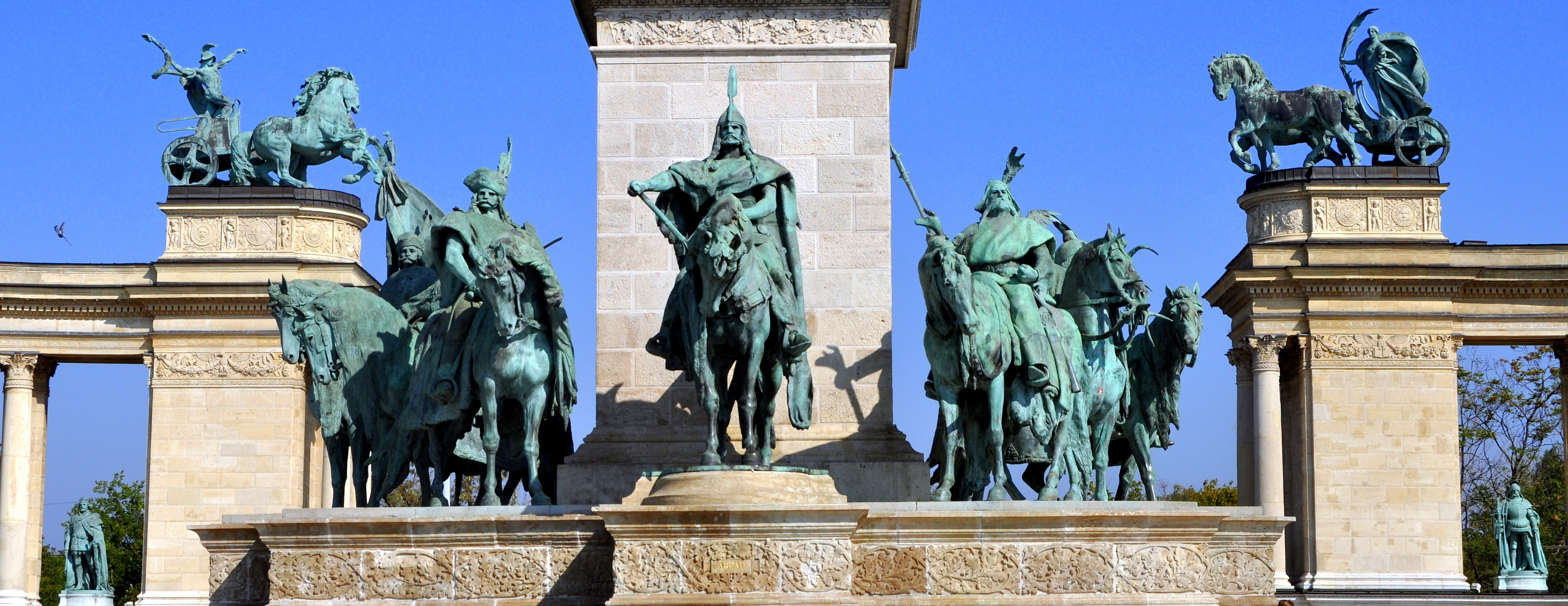
Die sieben Heerführer der Magyaren
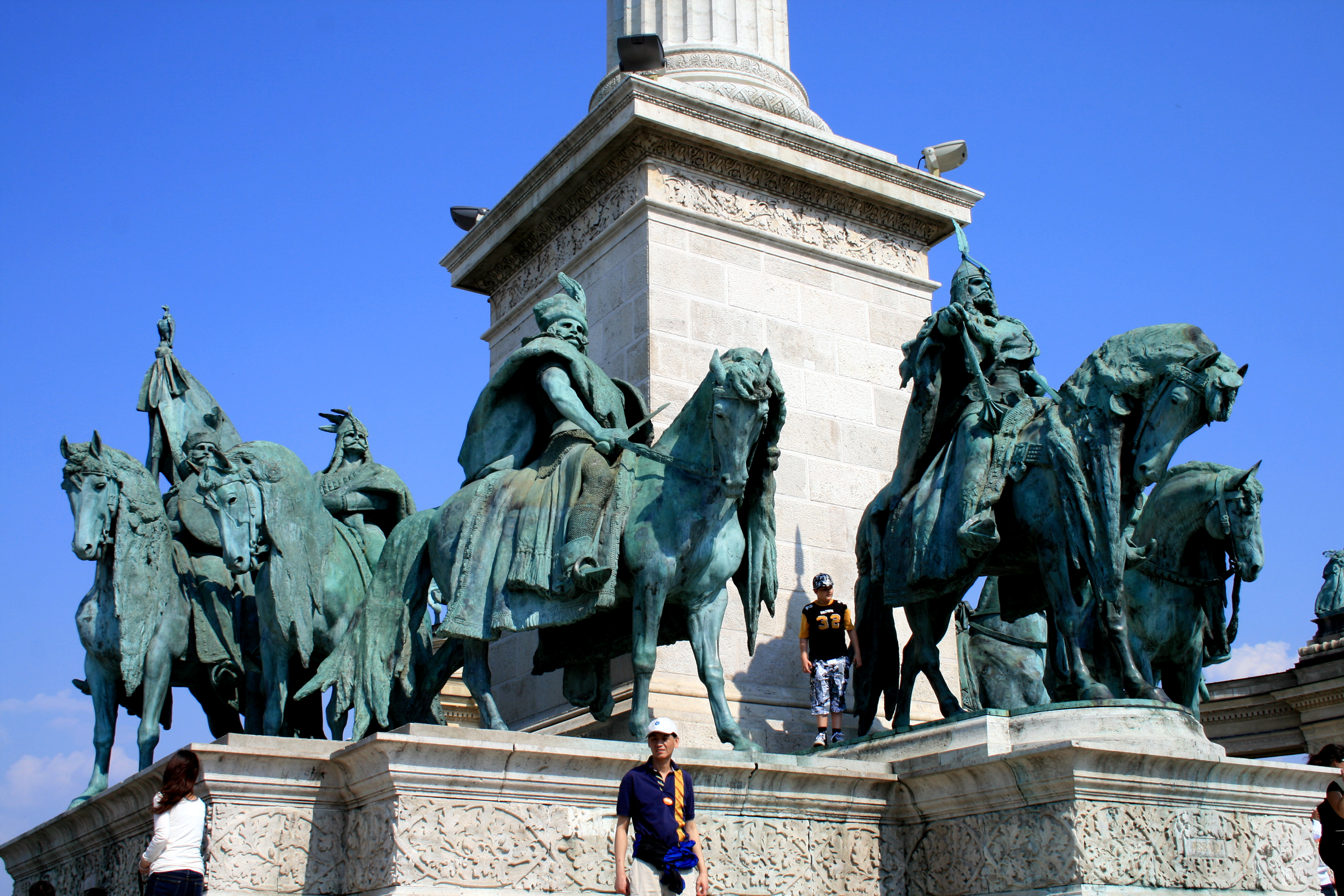
Tas, Huba und Előd
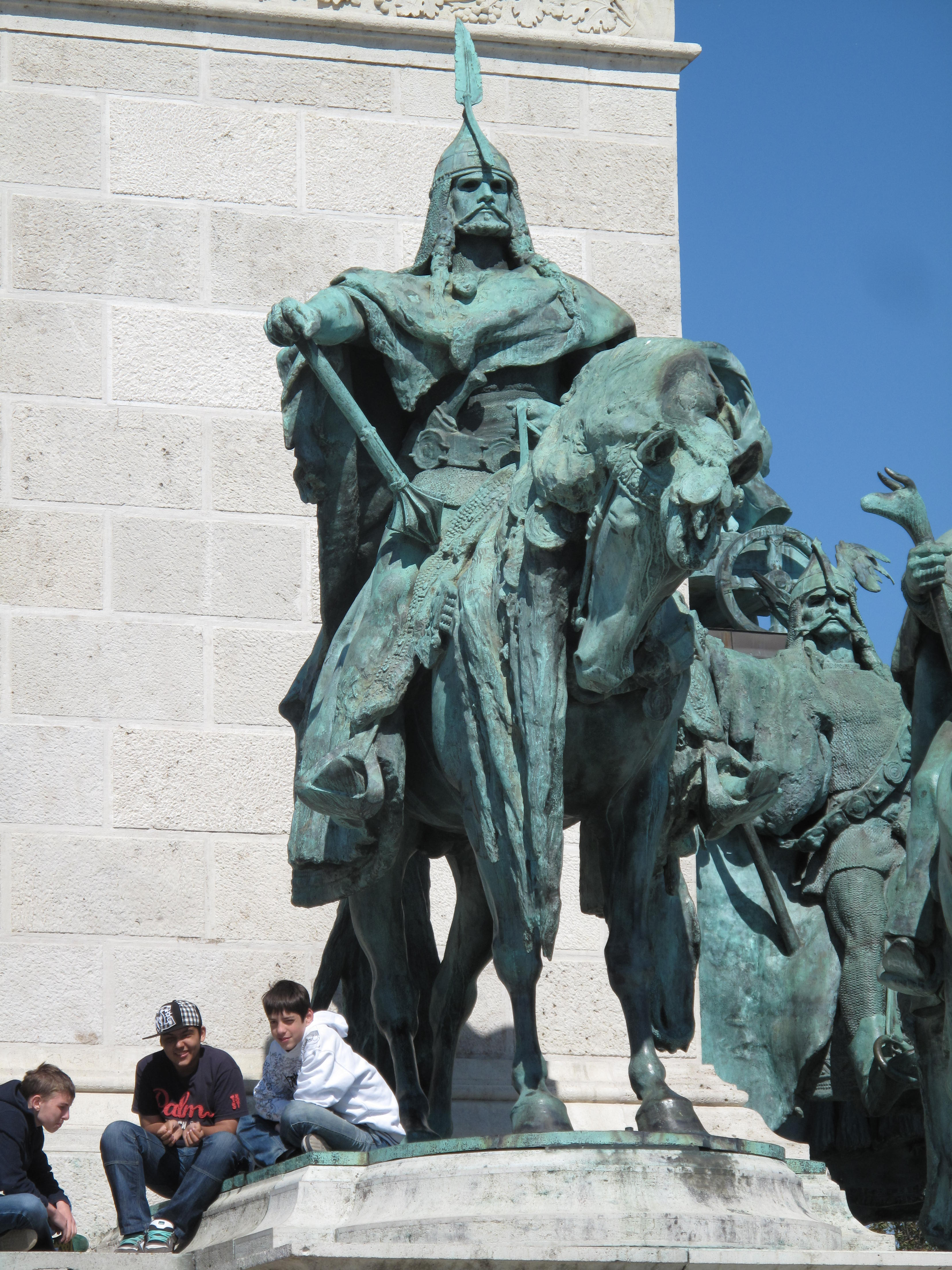
Árpád
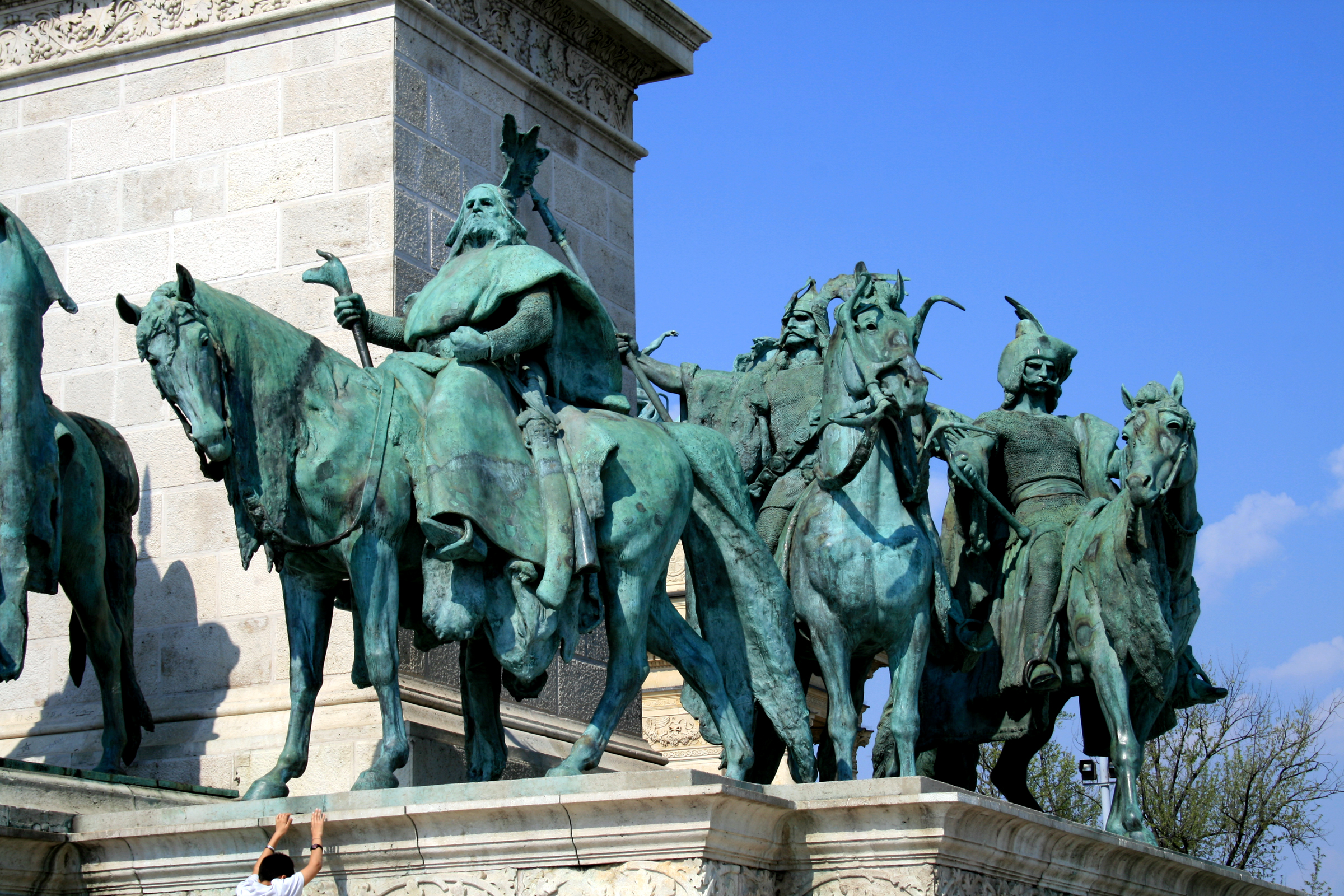
Kond, Ond und Teteny

Figuren der linken Kolonnade
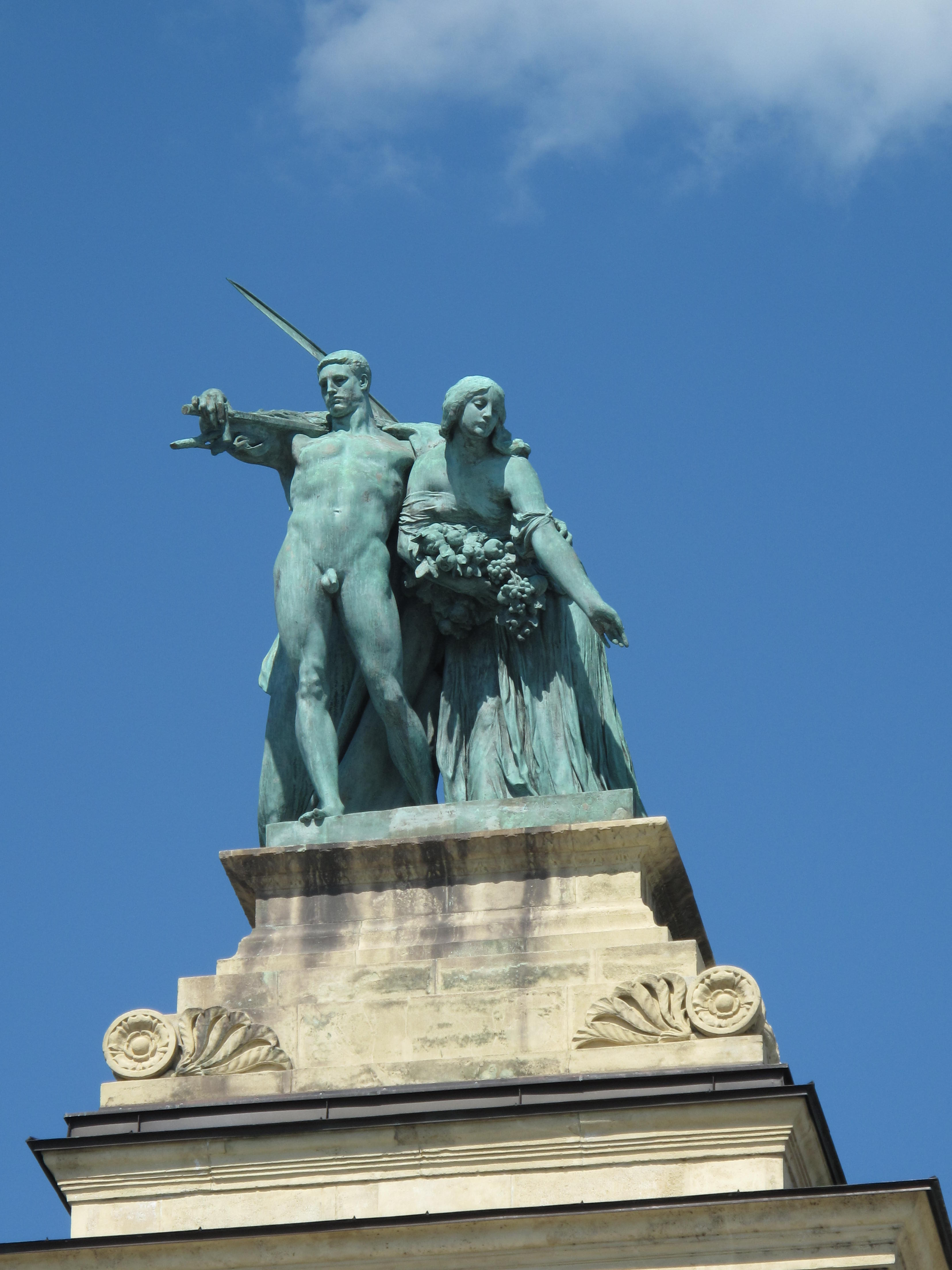
Arbeit und Wohlstand
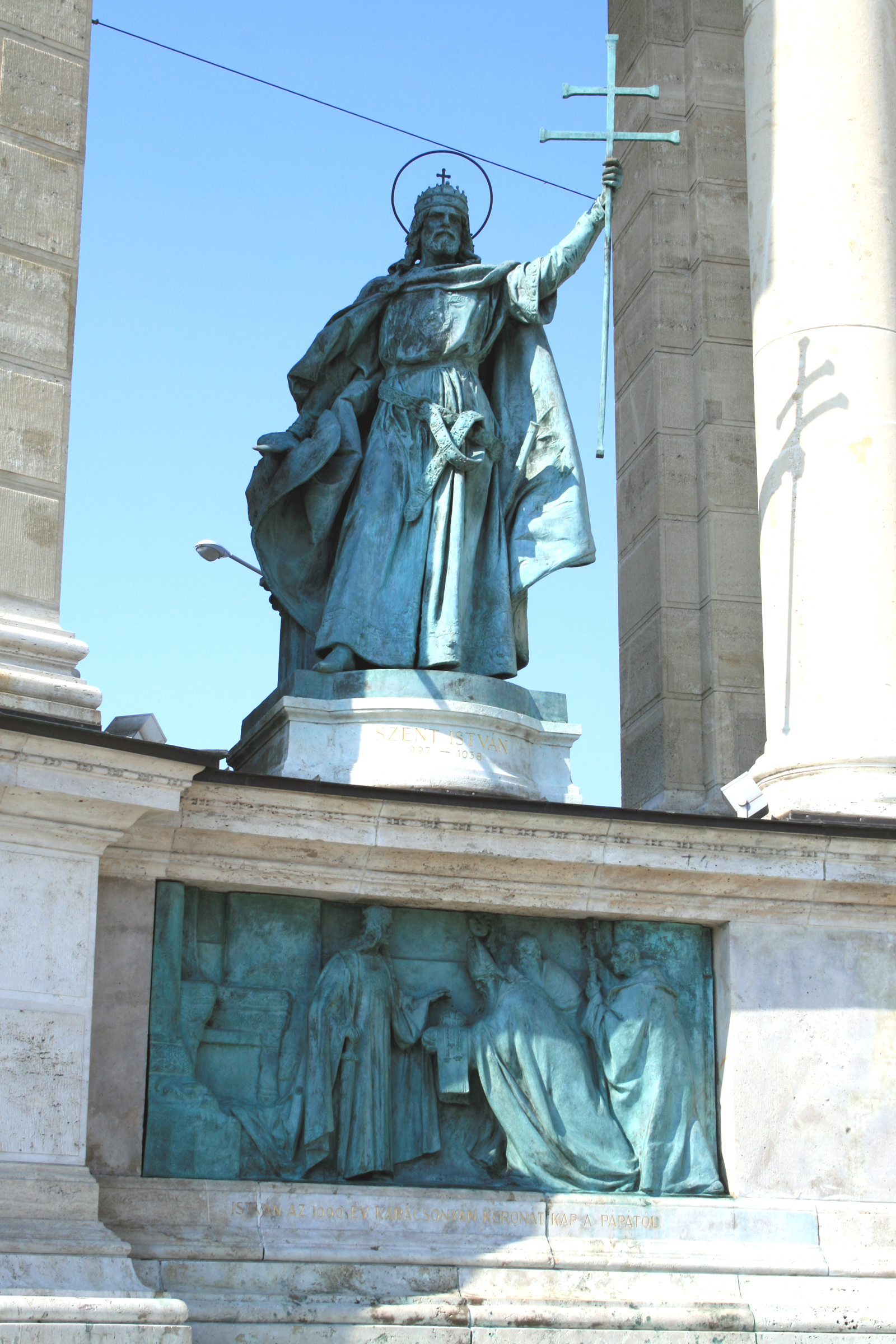
Stephan I.
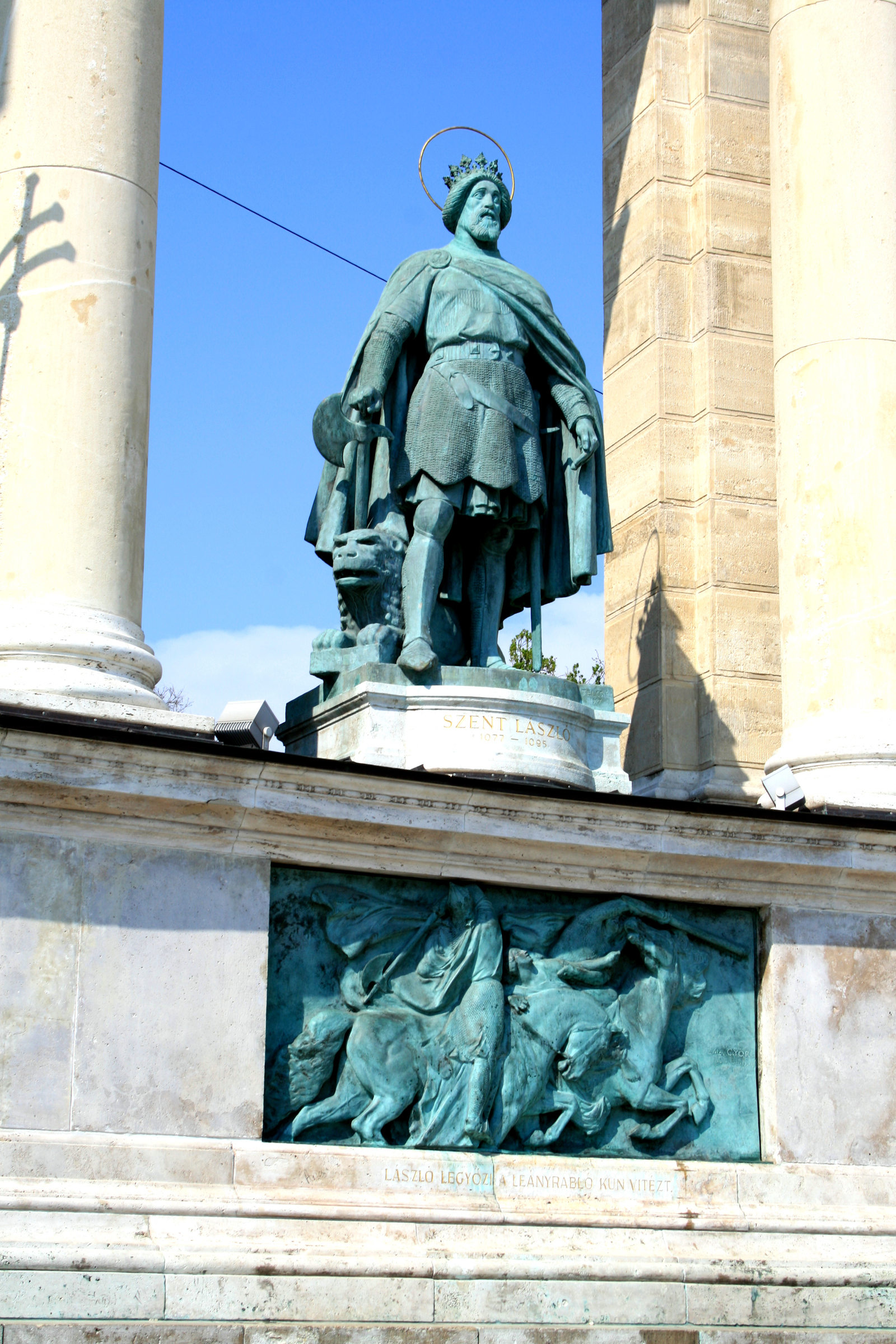
Ladislaus I.
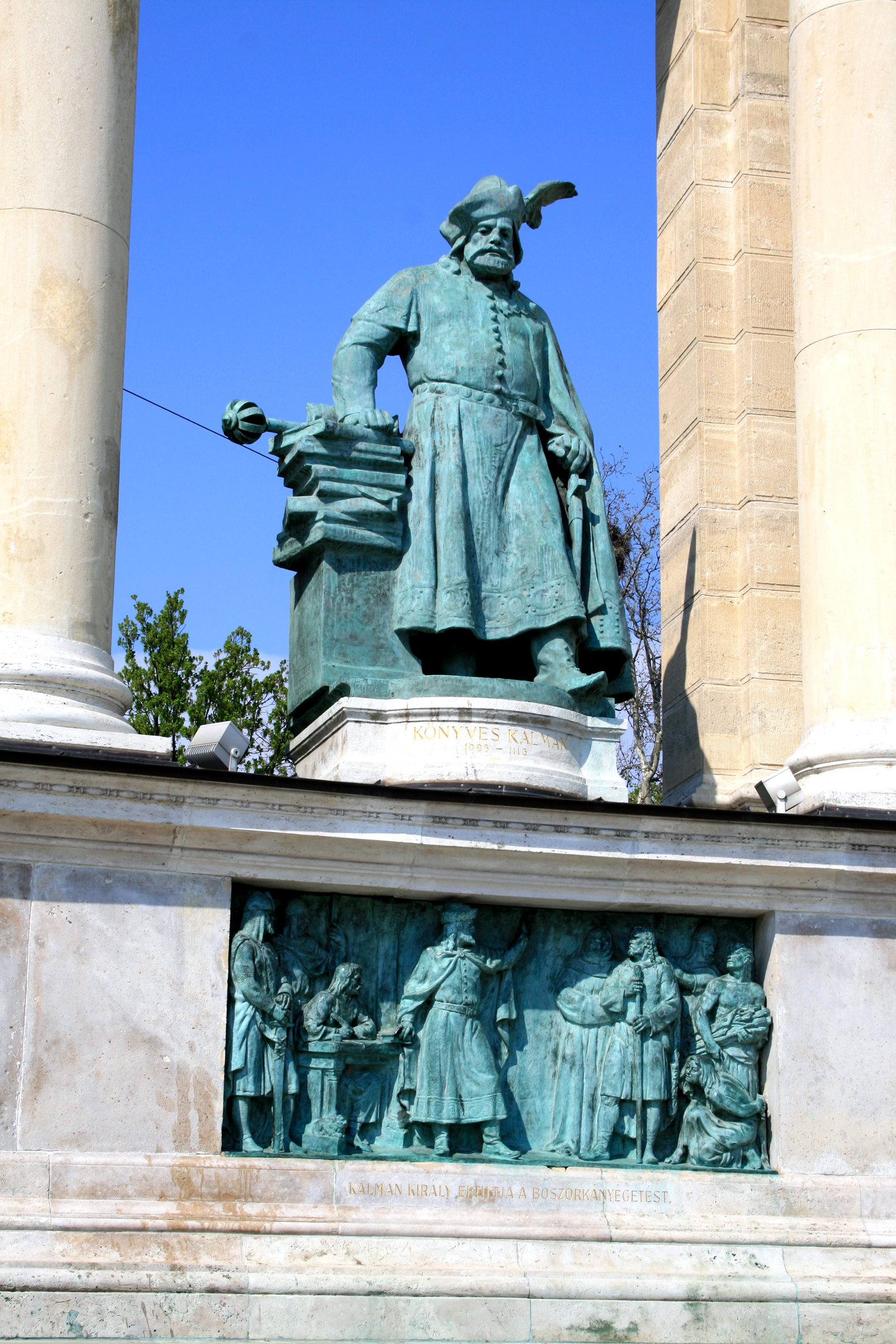
Koloman
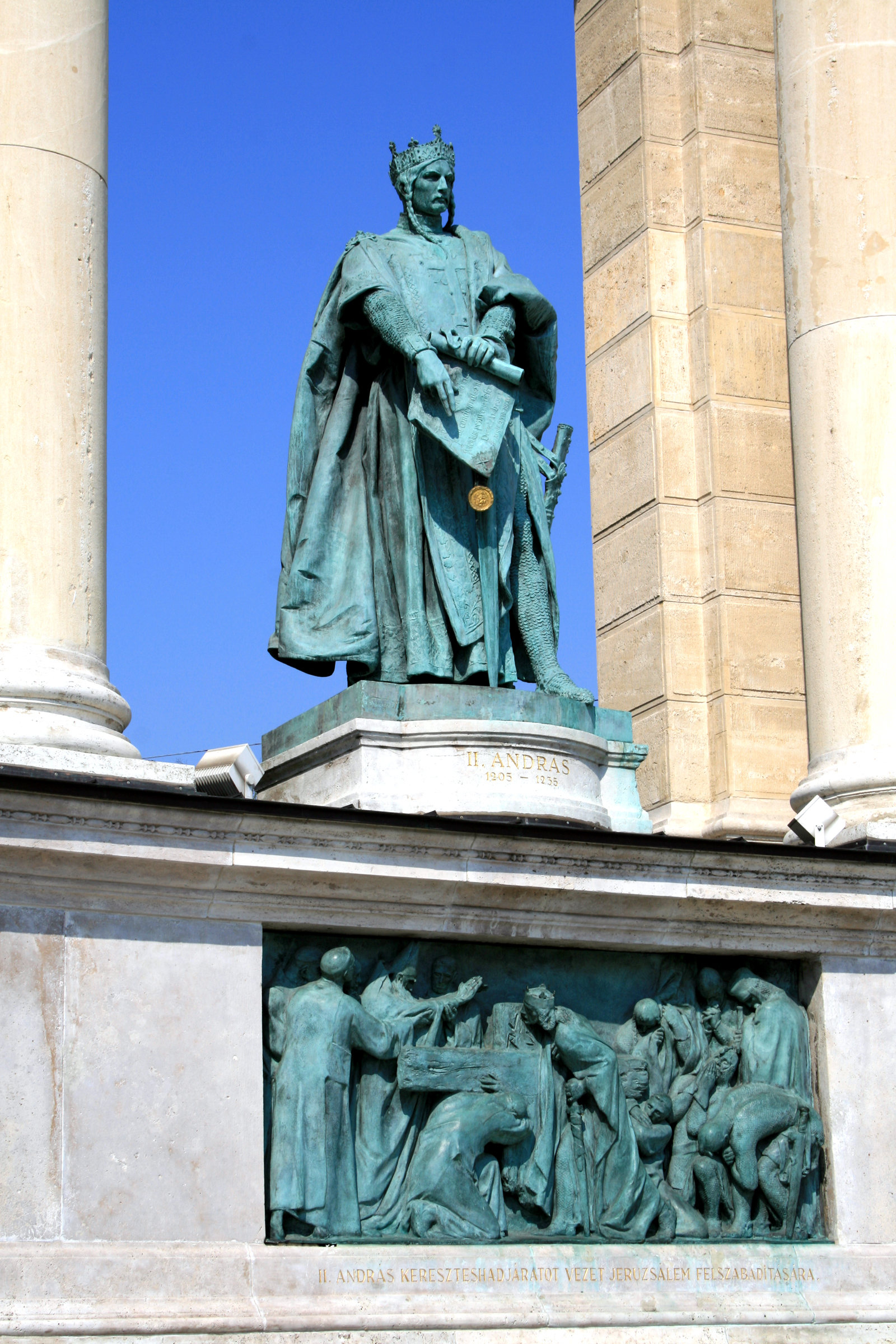
Andreas II.
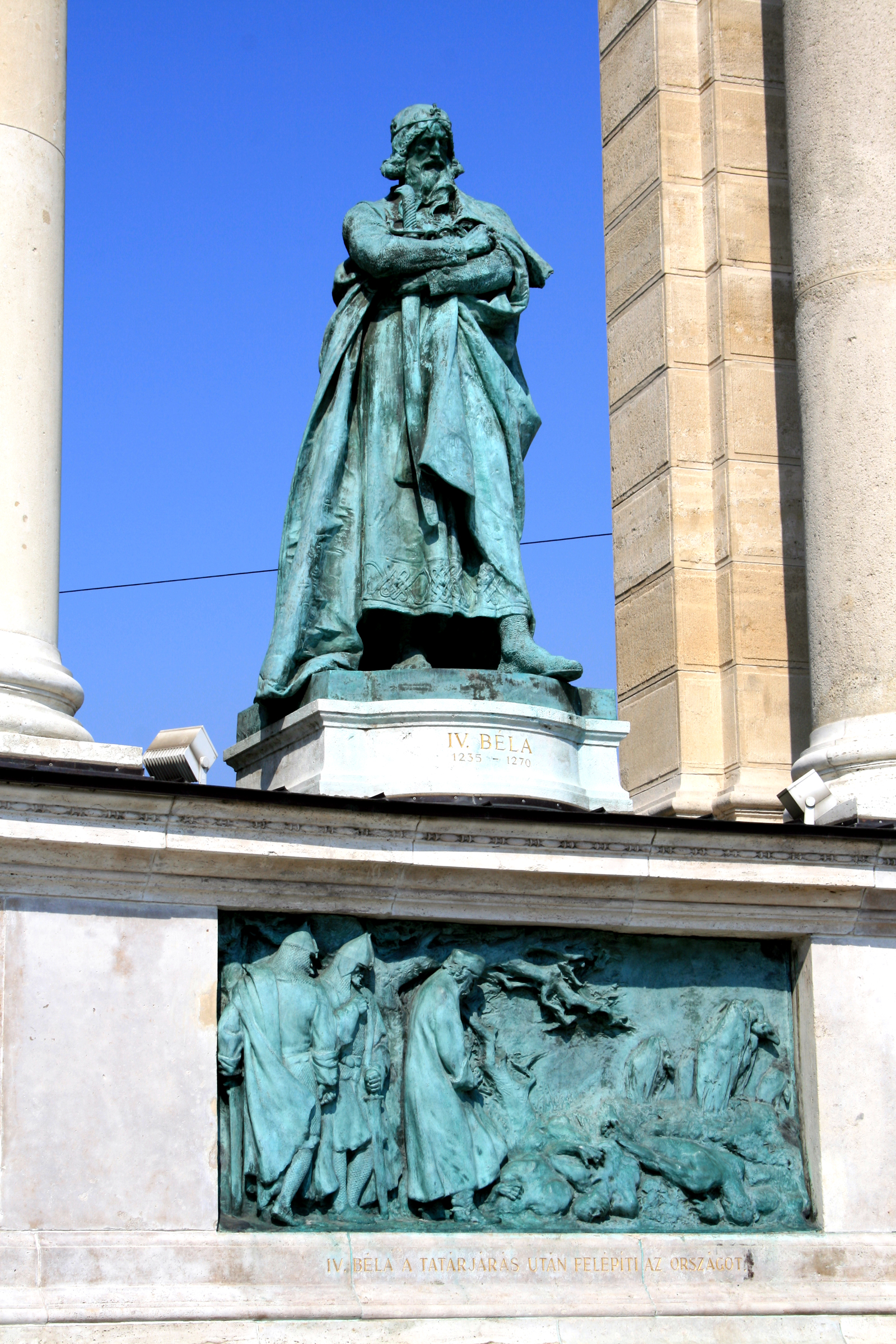
Bela IV.
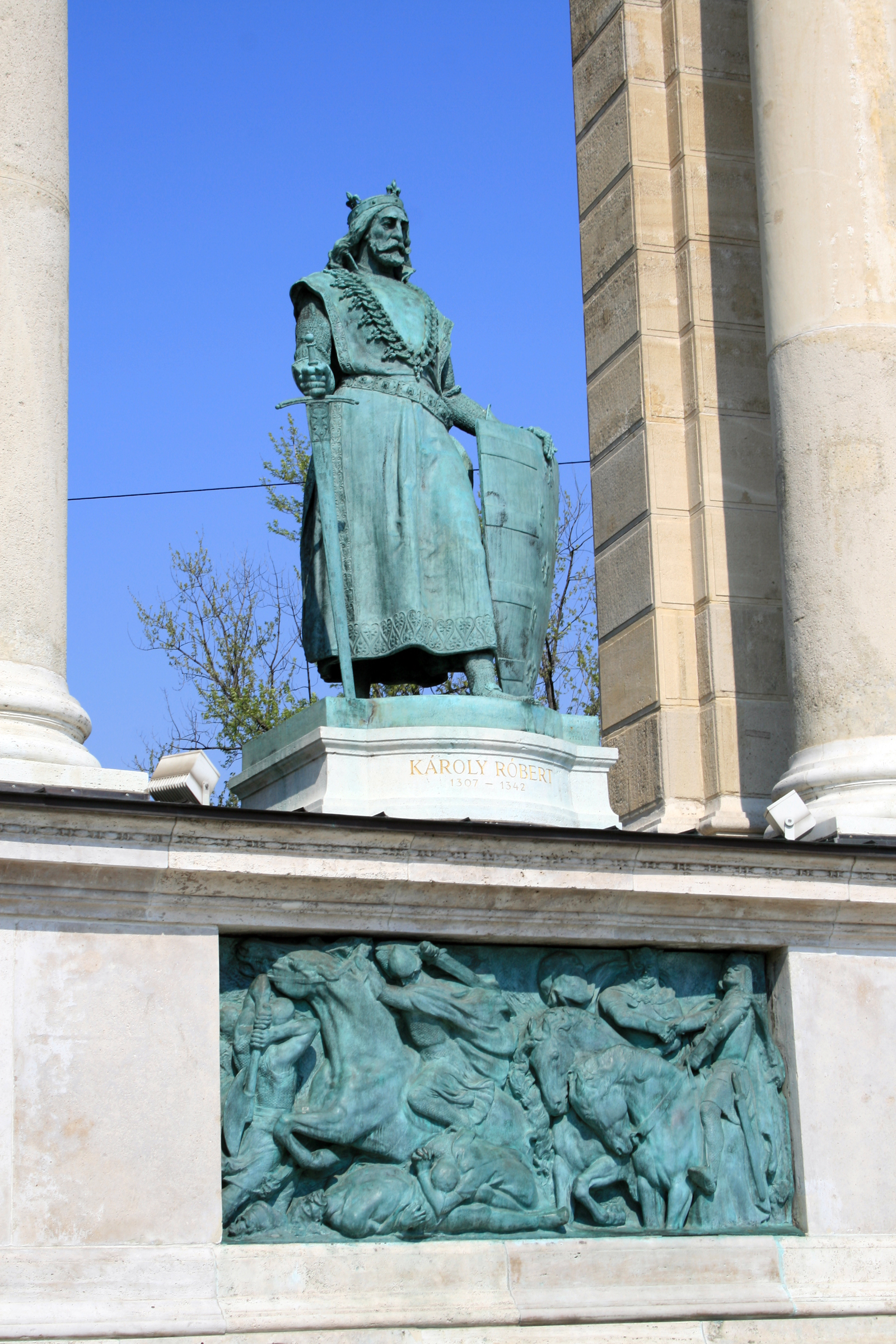
Karl I.
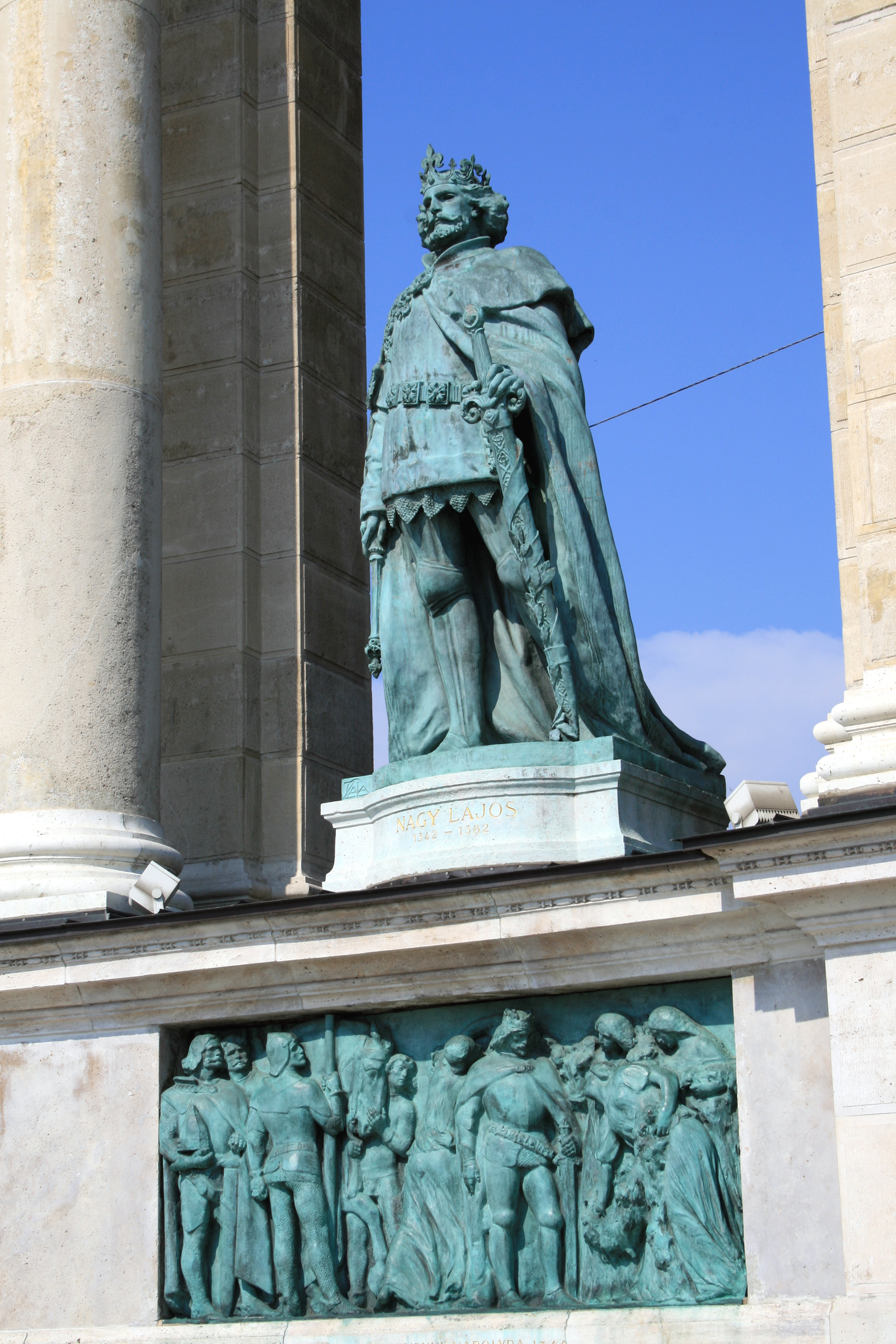
Ludwig I.
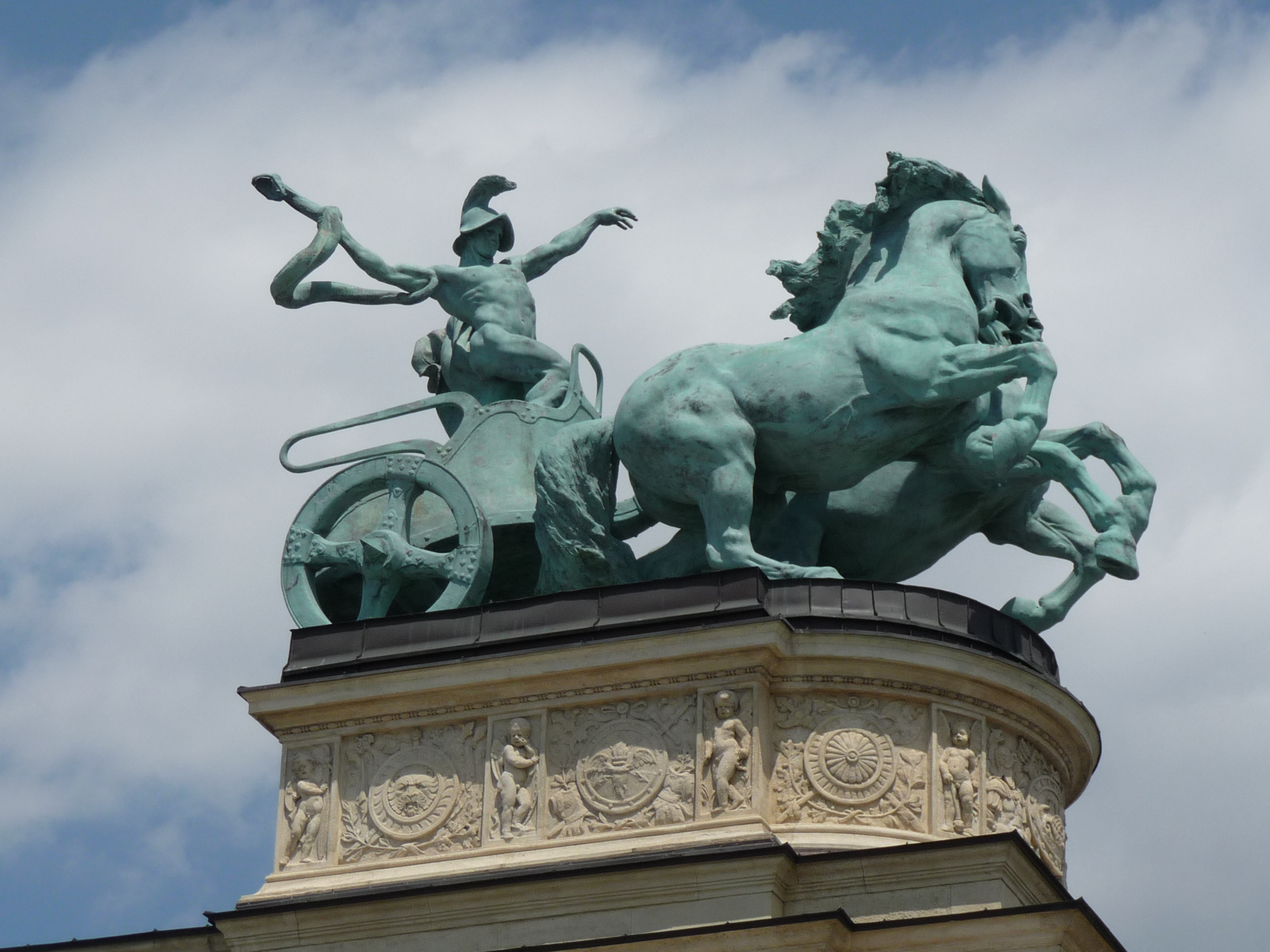
Krieg

Figuren der rechten Kolonnade
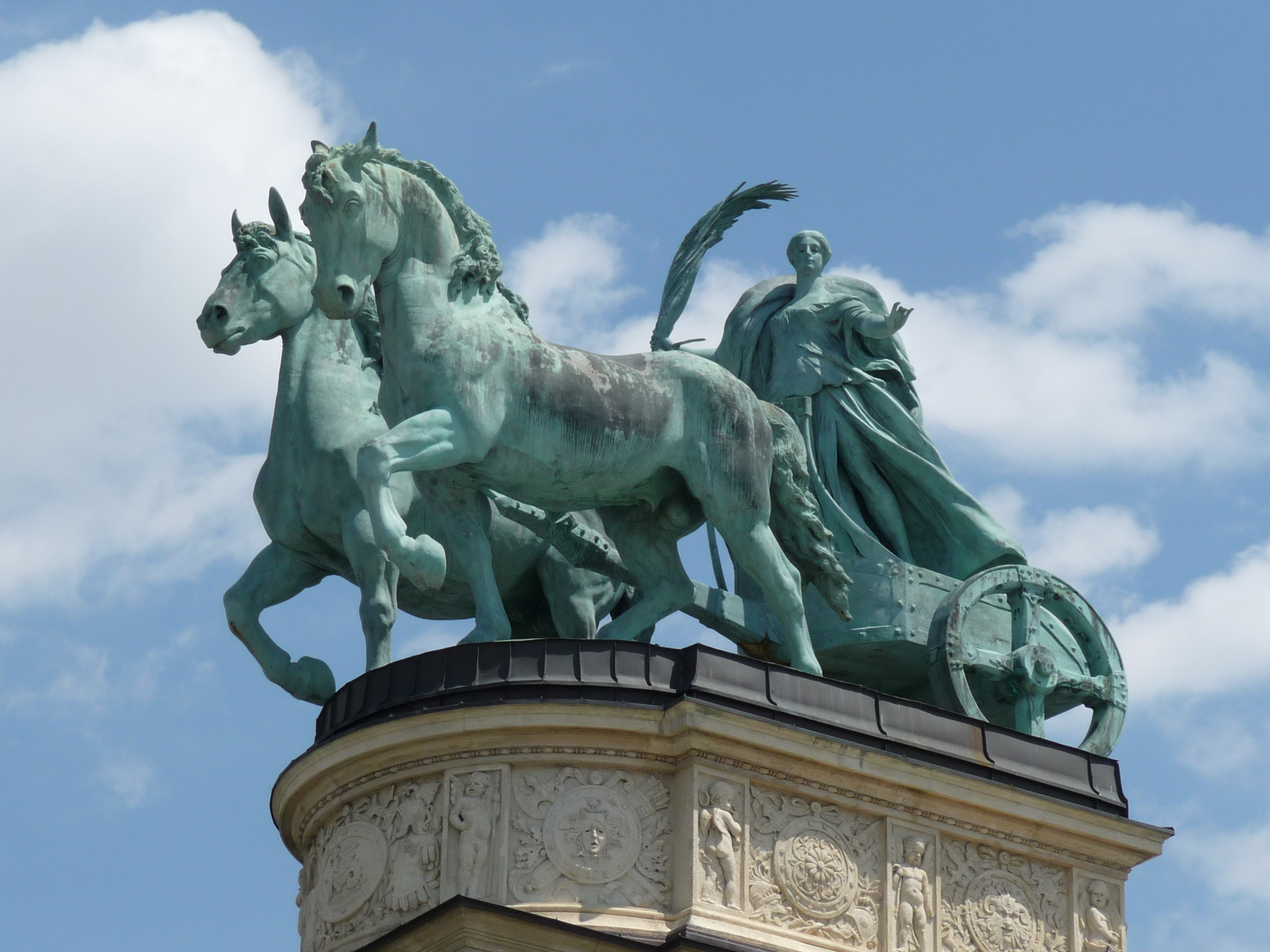
Frieden
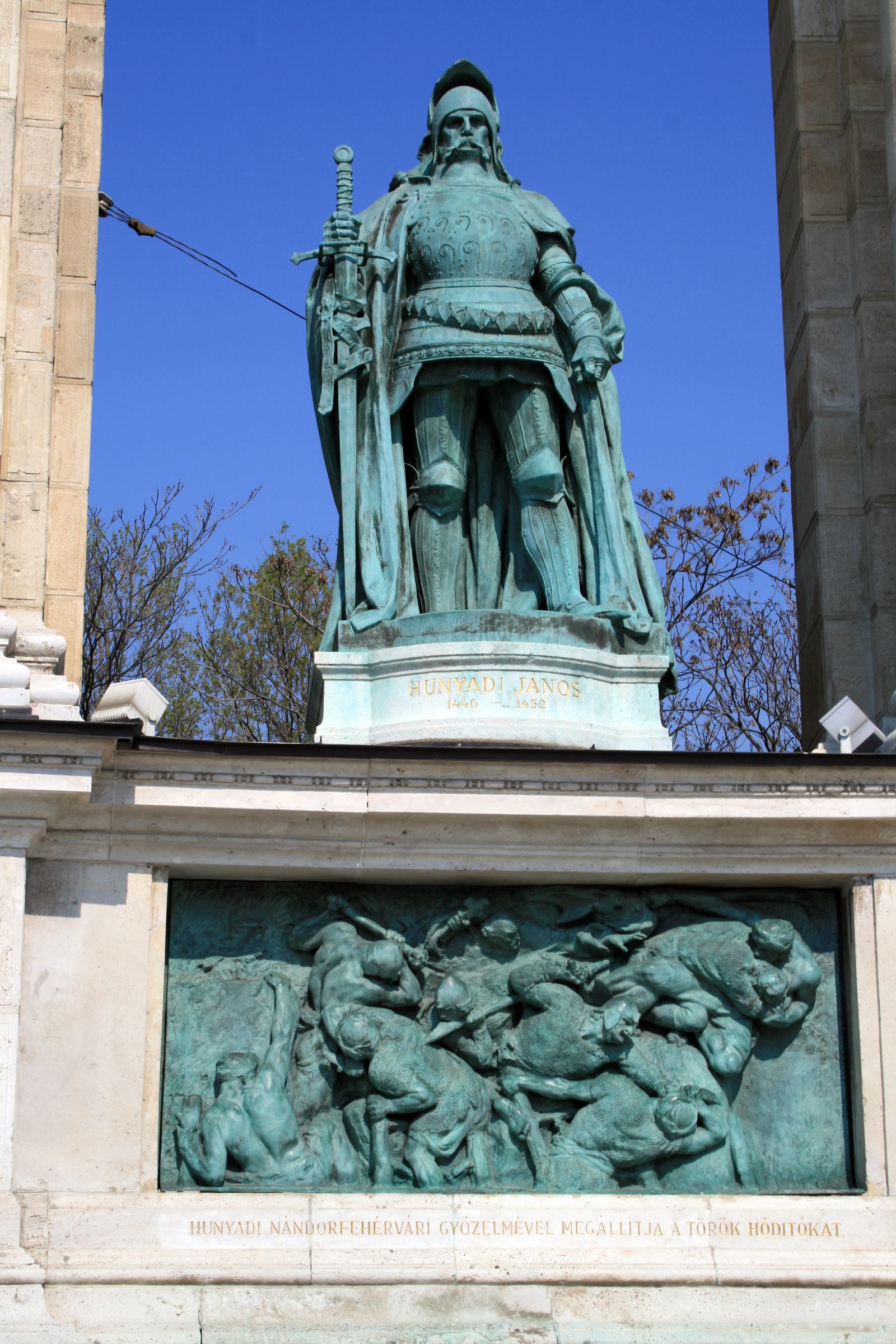
Johann Hunyadi
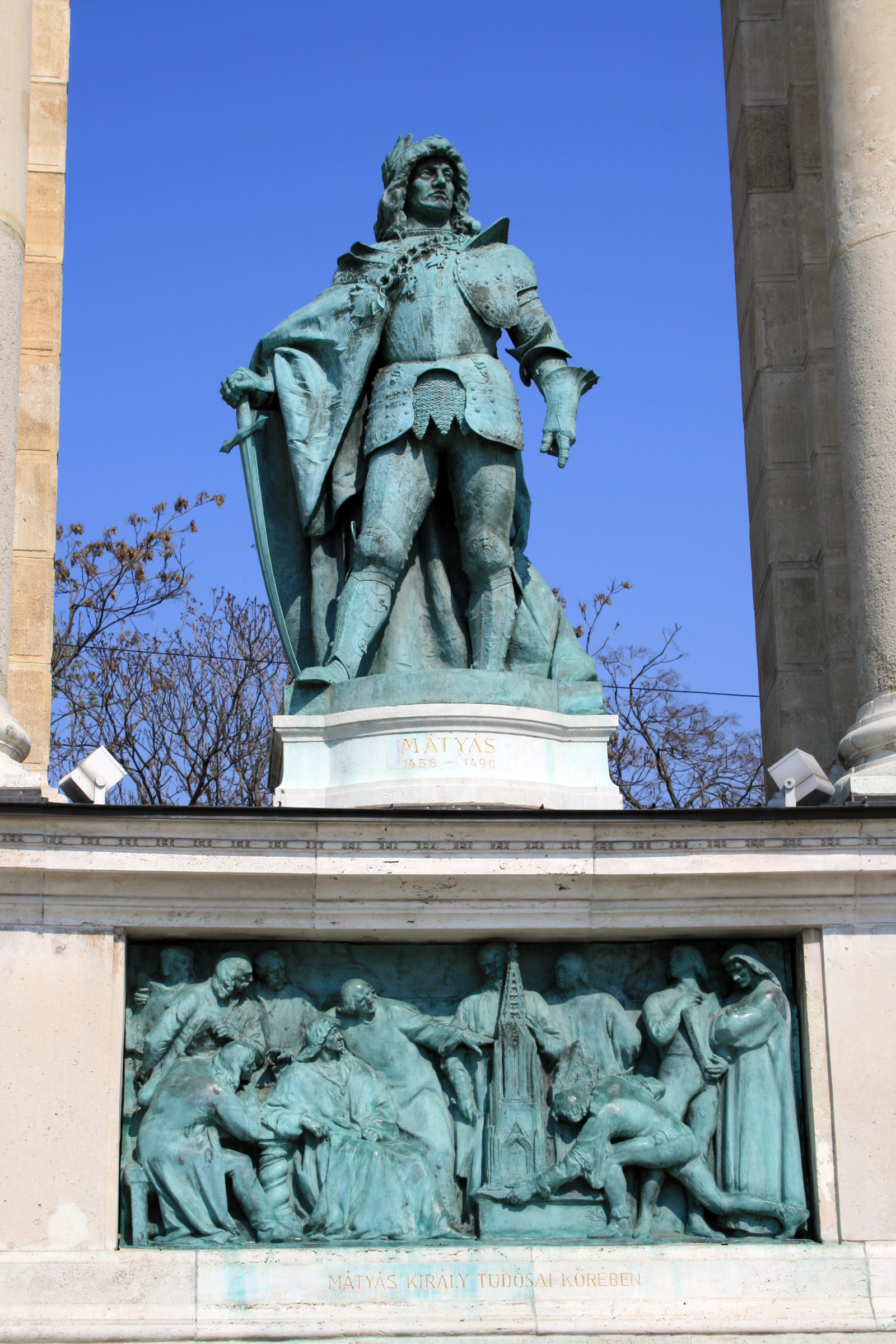
Matthias Corvinus
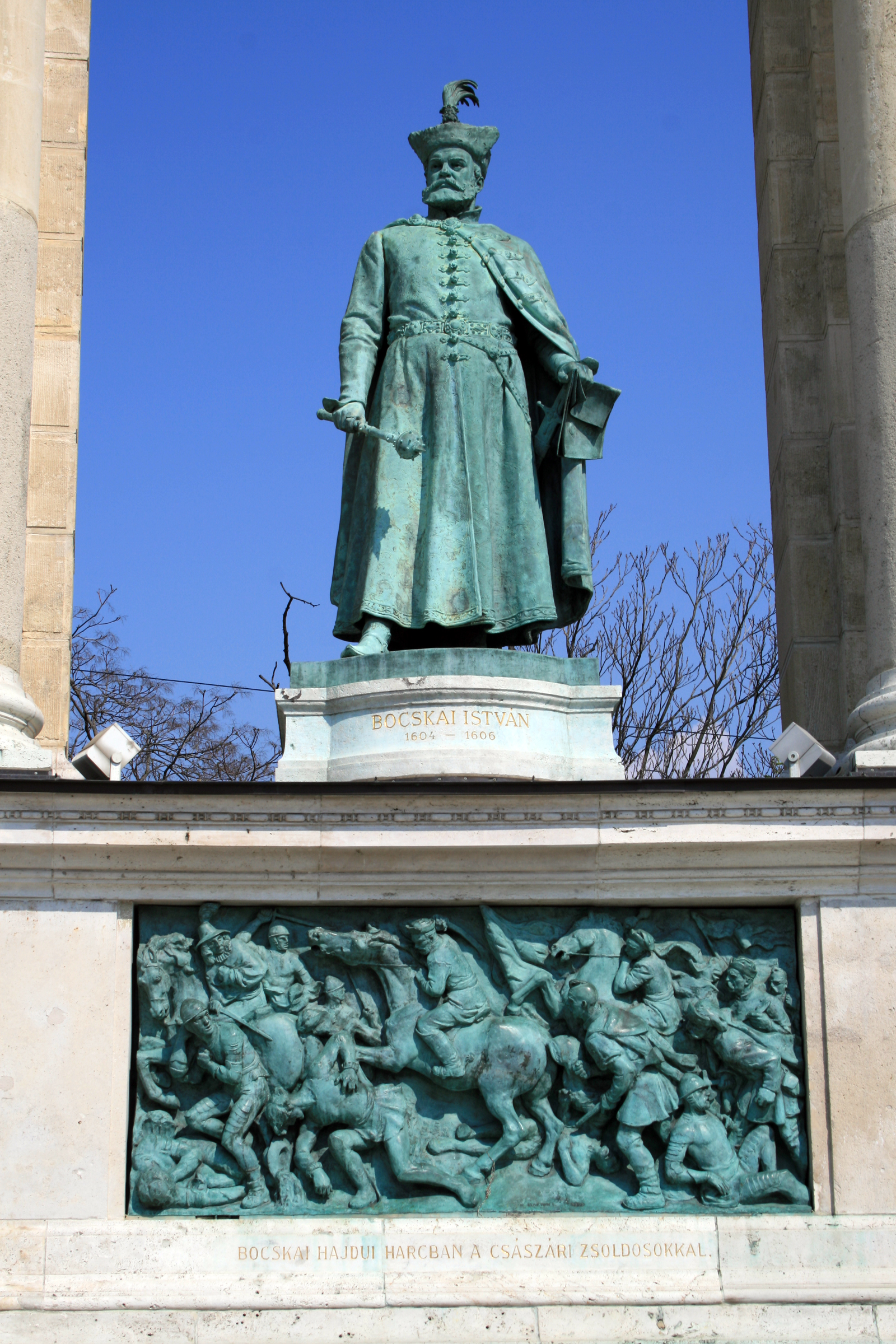
Stephan Bocskai
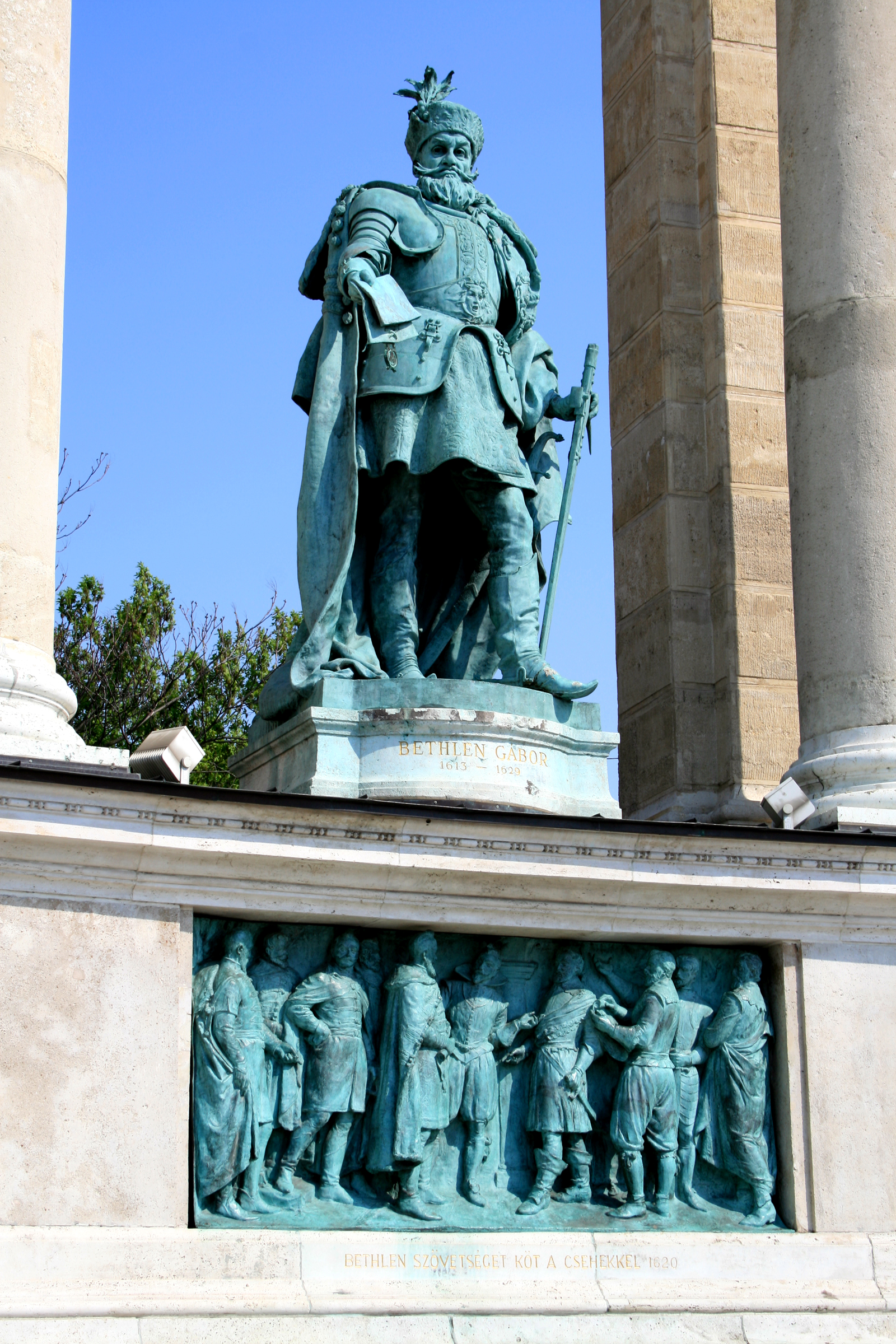
Gabriel Bethlen
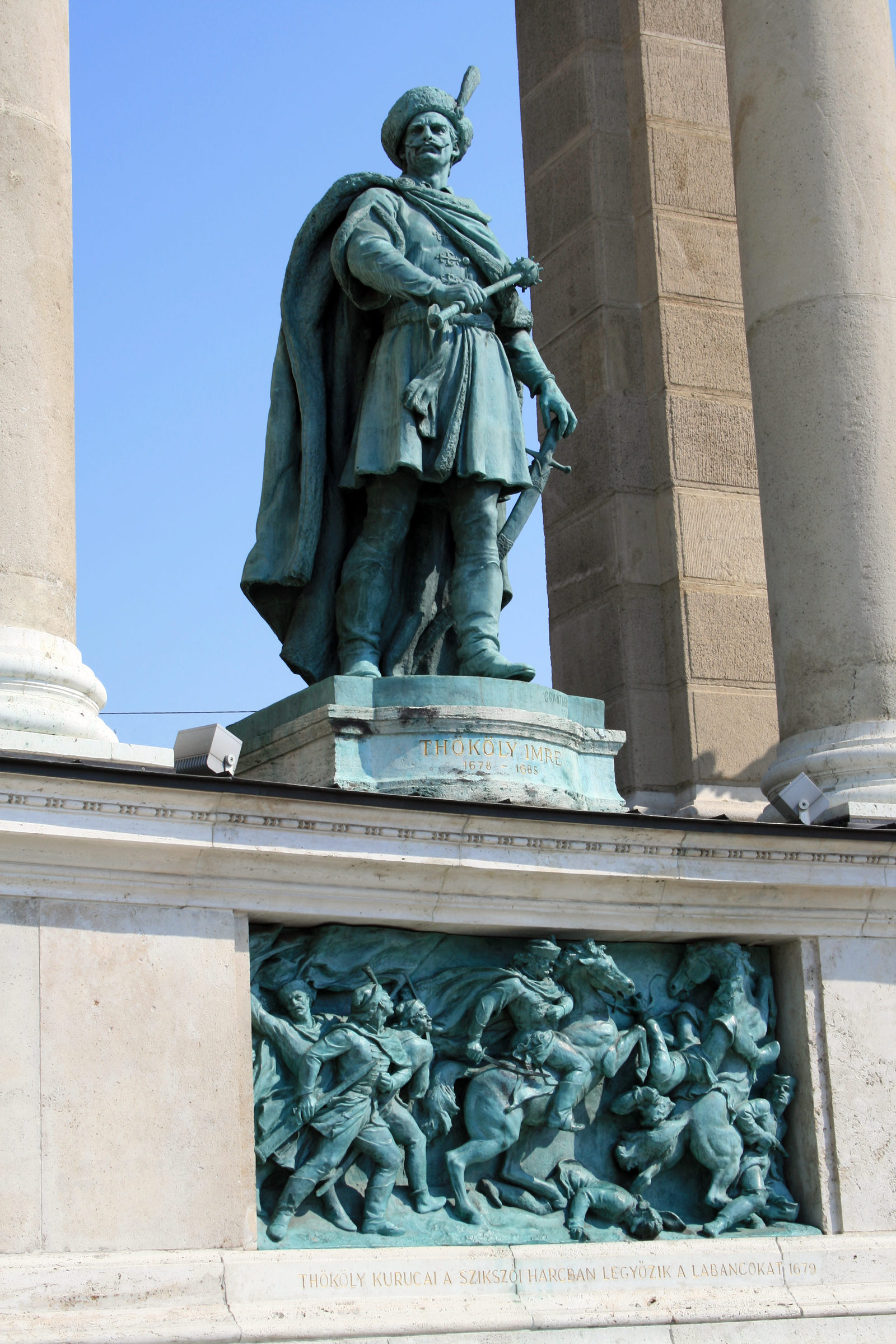
Emmerich Thököly
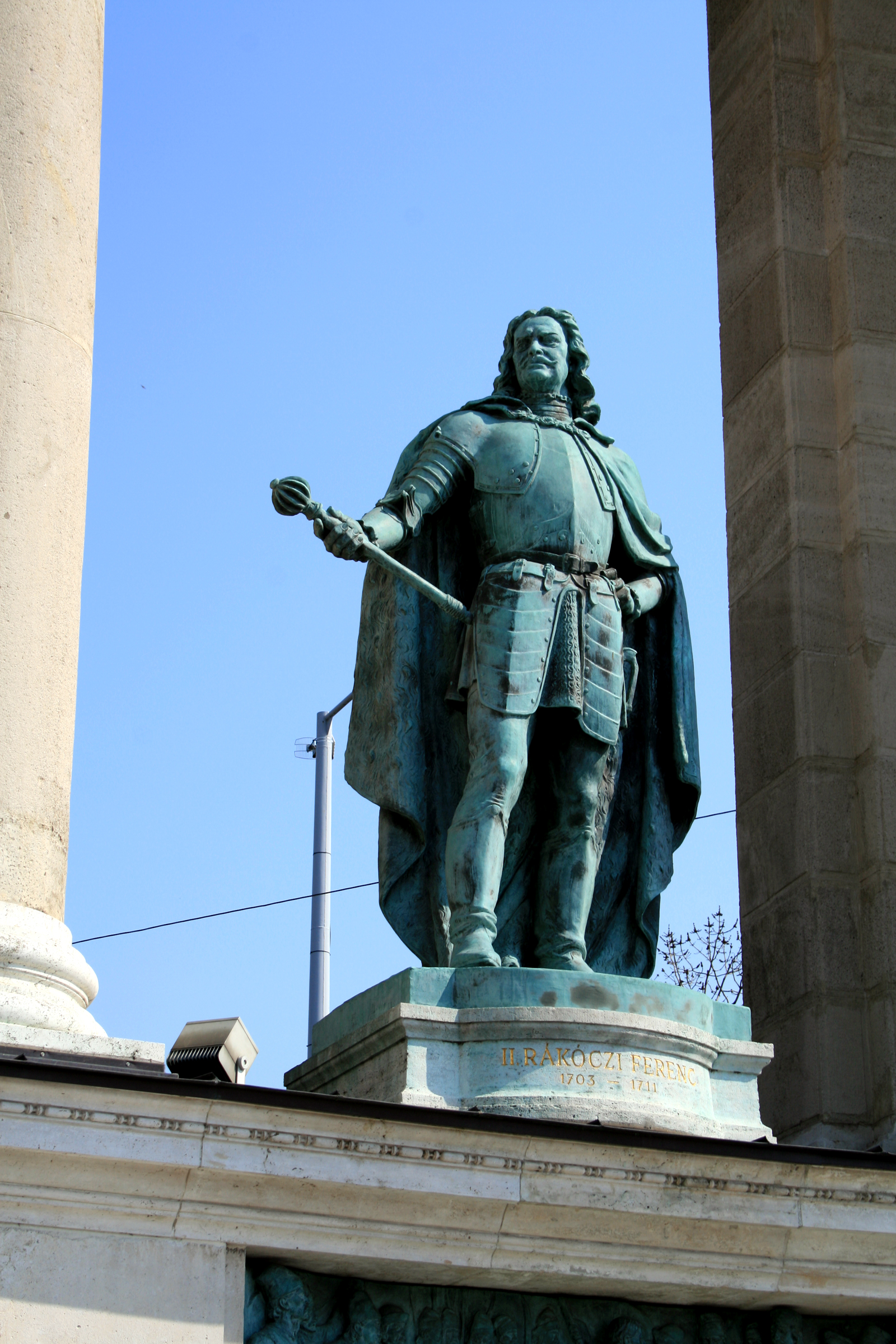
Franz II. Rákóczi
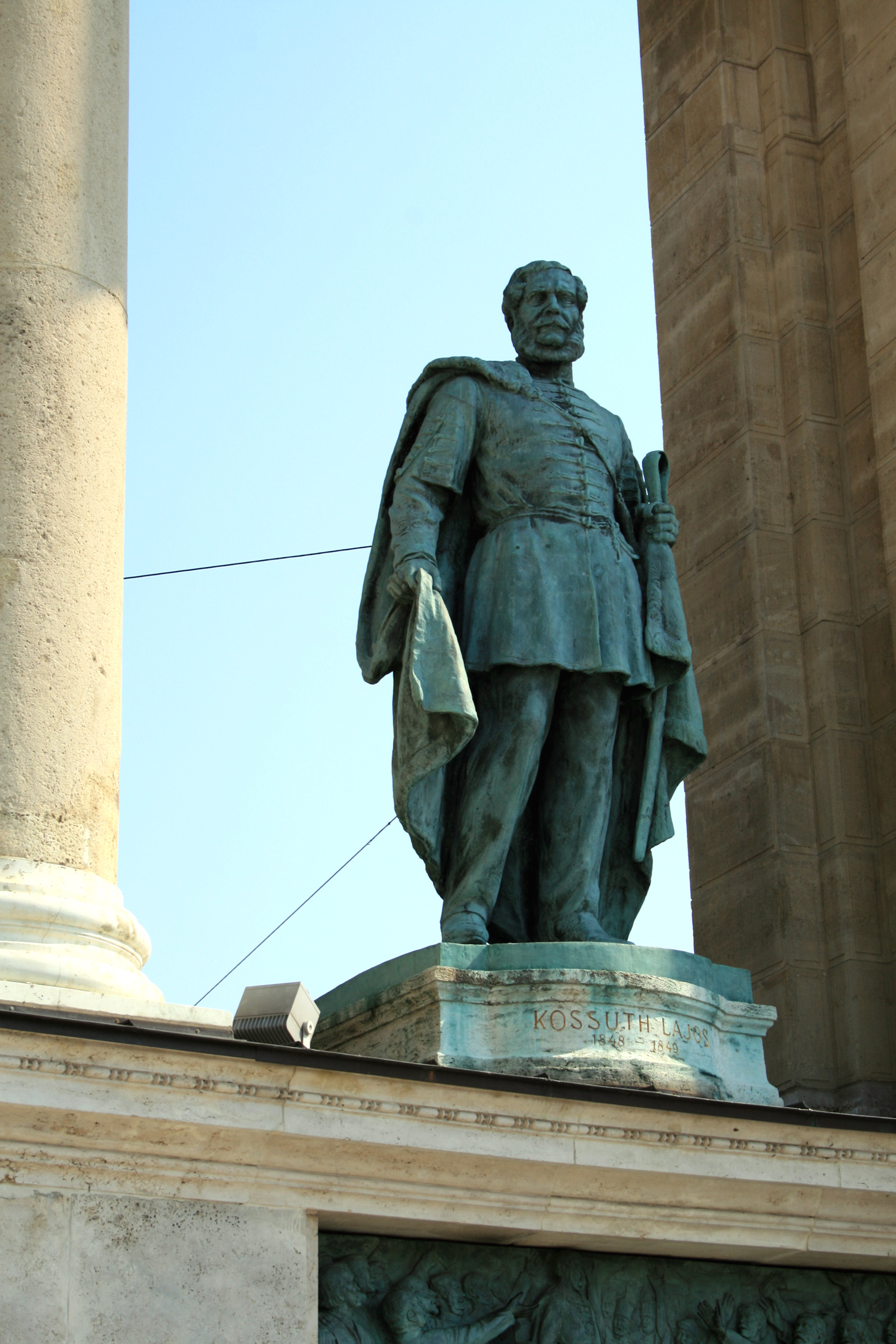
Ludwig Kossuth
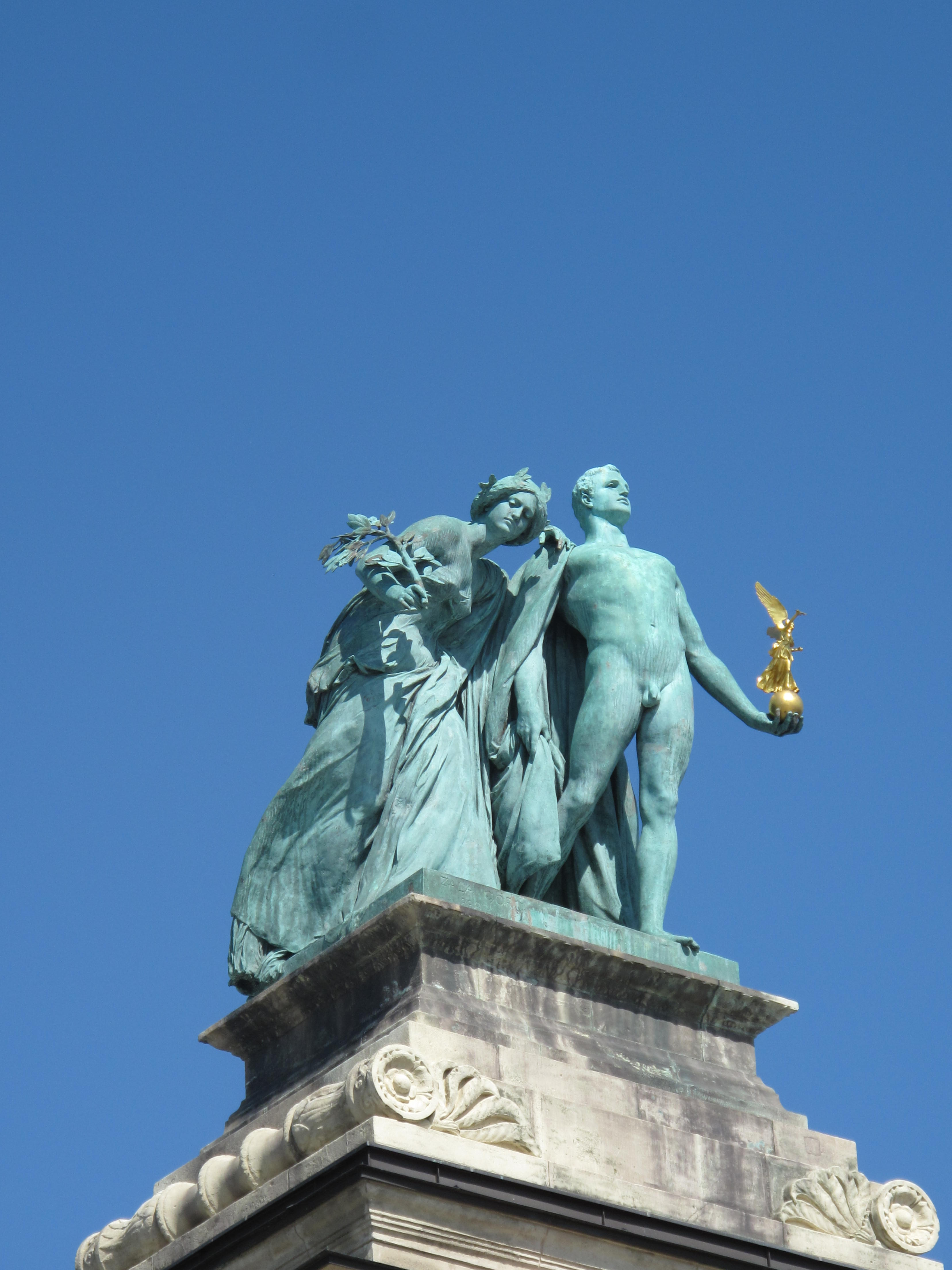
Wissen und Ruhm